# Theofrastos
Theofrastos (el. Tyrtamus), (født omkring 372 f.Kr. i Eresos på Lesbos, død 287 f.Kr. i Athen) var en græsk videnskabsmand og pædagog. Han var elev af Platon og Aristoteles, og efterfulgte sidstnævnte som leder for den peripatetiske skole i Athen. Det var Aristoteles selv, der gav ham navnet "Theofrastos" (= Gud-taleren, den der taler guddommeligt).  Han var en meget populær pædagog og leder i mere end 30 år, og skolen havde på et tidspunkt over 2.000 studerende, deriblandt den senere komedieforfatter Menander. Theofrastos arbejdede med de fleste videnskaber, og populariserede ofte andres viden. Da Ptolemaios Soter påbegyndte sit berømte bibliotek i Alexandria, var det Aristoteles' og Theofrastos' bibliotek i Athen, der var hans udgangspunkt. 
Hans vigtigste bidrag var hans to afhandlinger i botanik, Historia Plantarum ("Planternes historie") og De Causis Plantarum ("Årsager til plantevækst"). I mere end 1.500 år var disse bøger hovedværker indenfor botanikken. Begge bøger indeholder nøjagtige observationer af planternes opbygning – næsten 500 arter i alt. Han var den første, som skrev om bestøvning og planternes formering. Bøgerne indeholder også praktiske oplysninger om kultivering, plantesygdomme og podning, foruden anvendelse af planterne indenfor medicinen.
Carl von Linné kaldte Theofrastos for "botanikkens far".